# Oliver Wendell Holmes mladší
Oliver Wendell Holmes mladší (anglicky Oliver Wendell Holmes Jr., [hoʊmz]; 8. března 1841 – 6. března 1935) byl americký právník a právní teoretik, člen Nejvyššího soudu USA v letech 1902 až 1932. Je dodnes jednou z nejvlivnějších a nejcitovanějších autorit anglosaského práva. Byl rovněž členem a předsedou Massachusettského nejvyššího soudu a vyučoval na Harvardově univerzitě.
Holmes mladší byl synem Olivera Wendella Holmese staršího, lékaře a spisovatele. Hluboce ho ovlivnila zkušenost občanské války v USA, v níž bojoval a byl několikrát raněn. To ho vedlo k právnímu realismu („právo neoživuje logika; oživuje ho zkušenost“), odporu vůči ideji přirozeného práva a pragmatismu. Zastával právo na širokou svobodu slova, podporoval však regulaci ekonomiky.